# Gilles Binchois
Gilles de Binchois o Bins (Mons?, 1400 circa – 20 settembre 1460) è stato un compositore fiammingo della Scuola franco fiamminga, uno dei tre più famosi compositori del primo XV secolo.
Nonostante sia indicato sempre dopo Guillaume Dufay e John Dunstable, secondo gli studiosi contemporanei, la sua influenza fu maggiore di quella degli altri due, tanto che i suoi lavori sono citati e presi ad esempio più spesso di quelli degli altri due compositori citati.

## Biografia
Egli nacque molto probabilmente a Mons (Belgio), figlio di Jean e Johanna de Binche, che provenivano dalla vicina città di Binche.
Suo padre era un consigliere del duca Guglielmo IV di Hainault e aveva una funzione direttiva in una chiesa di Mons.
Nulla si sa di Gilles fino al 1419, quando diviene organista della chiesa di San Waudru a Mons. Nel 1423 si stabilisce a Lilla in Francia. Intorno a questa data può darsi che fosse un militare al servizio dei Borgognoni o forse degli inglesi, come indicato da una annotazione scritta su di un mottetto scritto in sua memoria, in occasione della morte, da Ockeghem.
Fra il 1420 ed il 1430 egli arrivò alla cappella di corte di Borgogna; questa notizia si trae dal suo mottetto Nove cantum melodie del (1431) dal quale si evidenzia che era un cantore in quella cappella, dato che sullo spartito del mottetto sono elencati tutti i 19 cantori. 
Alla fine della sua attività si ritirò a Soignes, evidentemente con una generosa pensione per i lunghi anni di eccellente servizio alla corte di Borgogna.

## La sua musica
Binchois è considerato uno tra i migliori compositori del XV secolo. Scrisse in maniera chiara con linee di canto semplici e facili da eseguire; i suoi lavori continuano a figurare in copie successive di decenni ed erano spesso usati per la composizione di messe da parte di compositori successivi. Molte delle sue musiche (musica sacra) sono lineari e quasi ascetiche. Esisteva un grande contrasto fra le sue musiche e la complessità di quelle del secolo precedente.
Molti dei suoi rondeau profani divennero le più diffuse canzoni del suo secolo; ma Binchois scrisse raramente delle semplici strofe, piuttosto creò le sue melodie molto indipendenti dalle rime e dallo schema dei versi. 
Binchois scrisse musica per la corte, canzoni profane e d'amore, musica commissionata dal Duca di Borgogna e che evidentemente gli era gradita.
Alla sua morte Johannes Ockeghem scrisse un compianto sulla sua dipartita (1460).